# Зурландт, Карл
Карл Зу́рландт (нем. Carl Suhrlandt, 10 июля 1828, Людвигслюст, Мекленбург — Передняя Померания — 11 февраля 1919) — немецкий художник, некоторое время работавший в России.

## Биография
Сын художника Рудольфа Зурландта. Учился живописи у своего отца, а затем изучал скульптуру в Берлине под руководством Кристиана Рауха, но не проявил способностей к скульптуре. В 1851 году уехал в Париж, чтобы снова учится живописи, на этот раз — в мастерской художника Ари Шеффера. 
В 1859/60 он жил в Копенгагене, а в 1861 году в Санкт-Петербурге, где был принят в число действительных членов Императорской академии художеств академиком батальной живописи. В 1868 году Зурландт обратился в Императорскую академию художеств с просьбой присвоить ему звание профессора батальной живописи, но получил отказ.
После этого он работал и преподавал живопись в Шверине, а с 1898 года в Мюнхене. 
Был известен, как баталист и анималист, хорошо изображавший лошадей.
В разные годы работал во многих странах: Германии, России, Франции, Англии.

## Галерея
- Охотники в России
- Русская тройка
- На манёврах
- Сбор охотников. Великобритания.